# Рокитницька сільська рада
Ракитницька сільська́ ра́да (біл. Ракітніцкі сельсавет) — адміністративно-територіальна одиниця у складі Жабинківського району Берестейської області Білорусі. Адміністративний центр — село Рокитниця.

## Склад ради
Населені пункти, що підпорядковувалися сільській раді станом на 2009 рік:
| Населений пункт    | Тип   | Населення, осіб (2009) |
| ------------------ | ----- | ---------------------- |
| Бульково           | село  | 157                    |
| Дягли              | село  | 59                     |
| Задерть            | село  | 55                     |
| Замошани           | село  | 106                    |
| Петровичі          | село  | 81                     |
| Рокитниця          | село  | 666                    |
| Стриганець         | село  | 331                    |
| Стриганецькі Бусни | хутір | 7                      |
| Федьковичі         | село  | 183                    |

## Населення
За переписом населення Білорусі 2009 року чисельність населення сільської ради становила 1645 осіб.

### Національність
Розподіл населення за рідною національністю за даними перепису 2009 року:
| Національність               | Осіб | Відсоток |
| ---------------------------- | ---- | -------- |
| білоруси                     | 1409 | 85,65 %  |
| росіяни                      | 123  | 7,48 %   |
| українці                     | 89   | 5,41 %   |
| поляки                       | 12   | 0,73 %   |
| вірмени                      | 4    | 0,24 %   |
| дві та більше національності | 3    | 0,18 %   |
| латиші                       | 2    | 0,12 %   |
| татари                       | 1    | 0,06 %   |
| молдовани                    | 1    | 0,06 %   |
| національність не вказана    | 1    | 0,06 %   |
| Разом                        | 1645 | 100 %    |